# Фудтрак

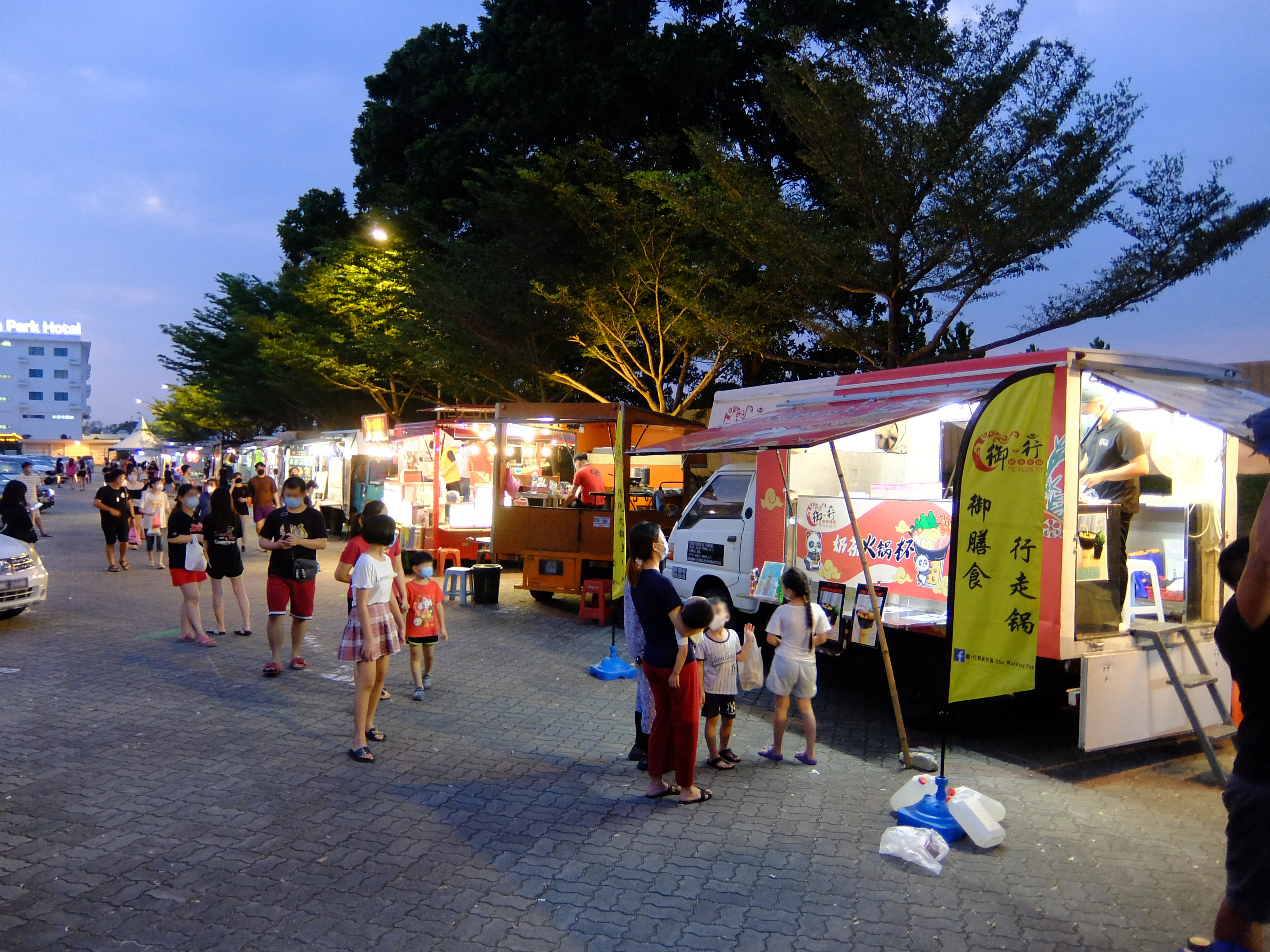
Фудтрак

Фудтра́к (от англ. food — «еда» и англ. truck — «фургон») — фургон, либо автомобильный прицеп, оборудованный для приготовления, хранения и продажи готовой еды.

## История появления
Продажа уличной еды началась в США в конце XVII века, когда условия жизни были настолько стеснёнными, что у людей не всегда была возможность приготовить еду дома. В 1691 году было задокументировано первое положение о продавцах с тележек, и это знаменует начало роста популярности тележек в Америке.
В XIX веке погонщики скота использовали тележки, оборудованные для приготовления и хранения пищи в походных условиях во время перегона скота для продажи.
Первую походную кухню придумал американский скотовод Чарльз Гуднайт в 1866 году. Она представляла собой старый фургон, купленный у армии США, приспособленный под столовую. Чарльз установил в ней бочку с водой, сделал запас продуктов, повесил полки и кухонную утварь, предусмотрел место для хранения дров.
Другой предприимчивый американец, Вальтер Скотт, в 1872 году построил свой фудтрак. Он сделал в обыкновенном крытом фургоне окно и начал продавать оттуда сэндвичи, пирожки и кофе, припарковавшись напротив редакции местной газеты в городе Провиденсе (штат Род-Айленд).
В 1880 году было организовано массовое производство таких фургонов, и они уже были оснащены холодильником, раковинами, кухонными плитами и служили перегонщикам скота и сезонным рабочим. Свою роль в модификации фургонов сыграл и Генри Форд, работавший в то время инженером в компании Эдисона. К фургону было подключено электричество, что позволило продавать еду с вагончиков практически в течение суток.
Позже фудтраки широко использовались для продажи колбасных изделий, хот-догов, в качестве полевой кухни в армии США, для обслуживания рабочих на удалённых объектах и для доставки мороженого. На сегодняшний день индустрия сильно развита, и в фудтраках можно приобрести самые разнообразные блюда. Помимо этого современные фудтраки отличаются оригинальными дизайнерскими решениями.

## Типы и оснащение фудтраков
Фудтраки бывают как заводские, так и самодельные. Поскольку в США и Европе индустрия более развита, фудтраки производятся на заводах. 
Фудтраки могут быть в формате как автомобиля со встроенным оборудованием, так и в виде отдельного прицепа.
Стандартное оснащение фудтрака: фритюрница, кухонная печь, весы, холодильник, кофемашина, фасовочная станция, гриль, мойка. Оборудование может быть газовым, работать от генератора или от стационарного источника.

## Распространение в мире
Фудтраки широко распространены по всему миру.
Во Франции они появились в 1960-х годах и приобрели наибольшую популярность в 2012 году, когда в них начали продавать блюда американского фастфуда.
В Брюсселе (Бельгия) проводится ежегодный фестиваль фудтраков, при этом продажа еды из них запрещена по закону, за исключением работы на футбольных матчах и территории стадионов.
В Англии фудтраки появились после окончания Второй Мировой Войны, и сейчас повсеместно встречаются в местах с наиболее плотным трафиком покупателей (в парках, на площадях, стадионах, парковках, трассах).
В России такие фургоны впервые появились в 1990-х годах — на местных рынках в них продавался разномастный фастфуд: хот-доги, куры-гриль, попкорн и прочее. Но популярность фудтраки приобрели в 2012 году, при этом они были сконструированы на базе подержанных американских трейлеров Airstream. В настоящее время российские компании наладили собственное производство фудтраков.